# Benzyl-karbamát
Benzylkarbamát je organická sloučenina se vzorcem C6H5CH2OC(O)NH2, bílá pevná látka rozpustná v organických rozpoštědlech i ve vodě. Strukturně jde o ester kyseliny karbamové (H2NCO2H) a benzylalkoholu, připravuje se ale reakcí benzylchlorformiátu s amoniakem.
Benzylkarbamát se používá na tvorbu chránicích skupin na amoniaku při přípravách primárních aminů. Po N-alkylaci lze skupinu C6H5CH2OC(O) odstranit Lewisovými kyselinami.